# Aleksandar Stankov
Aleksandar Stankov (in macedone Александар Станков?; Štip, 19 febbraio 1991) è un calciatore macedone, attaccante del Turkse Rangers.

## Biografia
È fratello gemello di Antonio Stankov, anch’esso calciatore.